# 田中健夫
田中 健夫（たなか たけお、1923年（大正12年）9月27日 - 2009年（平成21年）10月12日）は、日本の歴史学者。文学博士（東京大学・論文博士・1977年）（学位論文「日本中世対外関係史の研究」）。東京大学名誉教授。中世東アジアの国際関係史を研究。

## 経歴
群馬県高崎市出身。1940年旧制群馬県立高崎中学校4年修了。1942年9月旧制新潟高等学校卒業。同年10月東京帝国大学文学部国史学科に入学し、1945年9月卒業。1949年東京大学史料編纂所入所、1961年助手、1966年助教授、1971年教授。1977年「日本中世対外関係史の研究」で文学博士（東京大学）の学位を取得。1984年定年退官、東京大学名誉教授、東洋大学教授。1994年駒沢女子大学教授、1997年退職。2001年4月、勲三等瑞宝章受章。
2009年10月12日、肺水腫のため86歳で死去。

## 著書
- 『中世海外交渉史の研究』東京大学出版会 1959
- 『島井宗室』吉川弘文館 人物叢書 1961。新装版　1986　ISBN　9784642050494。オンデマンド版 2021 ISBN　9784642750493
- 『倭寇と勘合貿易』至文堂 日本歴史新書 1961、増補版1966／村井章介編 ちくま学芸文庫 2012
- 『中世対外関係史』東京大学出版会 1975
- 『対外関係と文化交流』思文閣出版 1982
- 『倭寇 海の歴史』教育社歴史新書 1982／講談社学術文庫 2012
- 『世界歴史と国際交流 東アジアと日本』放送大学 1989
- 『前近代の国際交流と外交文書』吉川弘文館 1996 ISBN 9784642012997。オンデマンド版 ISBN　9784642712996
- 『東アジア通交圏と国際認識』吉川弘文館 1997 ISBN 9784642013000。オンデマンド版 2019 ISBN　9784642713009
- 『対外関係史研究のあゆみ』吉川弘文館 2003 ISBN　9784642013093

### 共著編
- 『要粋日本史』菊地勇次郎共著 三省堂 1958
- 『海外交渉史の視点 第1巻 原始・古代・中世』森克己共編 日本書籍 1975
- 『海外視点・日本の歴史 6 鎌倉幕府と蒙古襲来』編 ぎょうせい 1986
- 『海外視点・日本の歴史 7 大明国と倭寇』編 ぎょうせい 1986
- 『日本前近代の国家と対外関係』編 吉川弘文館 1987
- 『前近代の日本と東アジア』編 吉川弘文館 1995
- 『対外関係史辞典』石井正敏共編 吉川弘文館 2009　ISBN　9784642014496

### 訳・解説
- 松浦允任『朝鮮通交大紀』田代和生 共校訂 名著出版 1978
- 申叔舟『海東諸国紀 朝鮮人の見た中世の日本と琉球』訳注 岩波文庫 1991
- 瑞渓周鳳『善隣国宝記　訳注日本史料』集英社 1995

### その他
- 田中健夫先生を偲ぶ会『先達の航跡 田中健夫先生を偲ぶ』田中健夫先生を偲ぶ会、2010年。